# Stemma di Bologna
(Bianco d'Ormea, Lo stemma di Bologna in Il Comune di Bologna, novembre 1931, pag. 78)

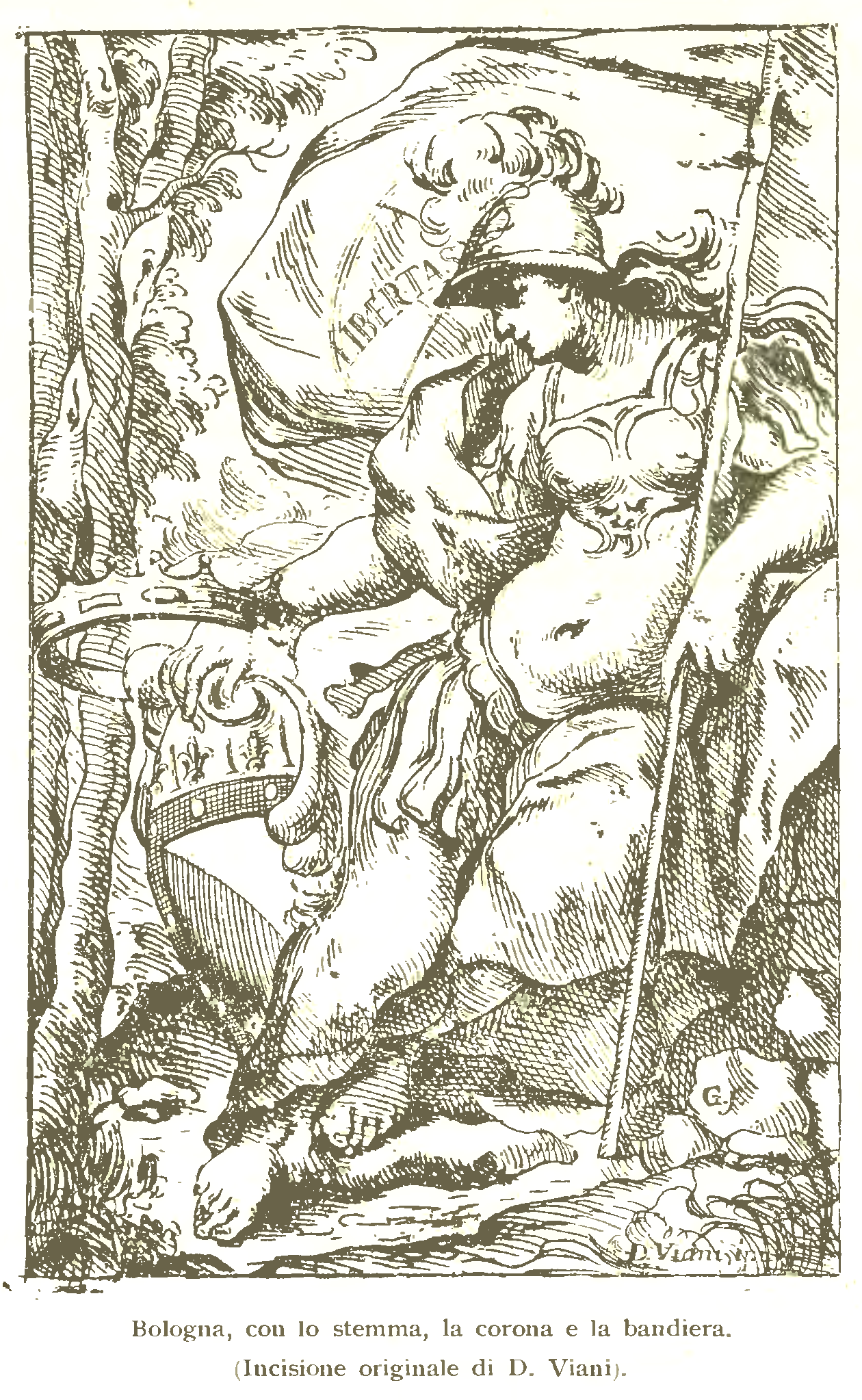
L'immagine rappresenta "Allegoria di Bologna nelle sembianze di Minerva che regge lo stemma della famiglia Gozzadini" 1713.

Lo stemma della Città di Bologna è costituito da uno scudo ovato diviso in quattro parti, due contenenti una croce rossa su sfondo bianco sovrastata da un capo d'Angiò e le altre due la scritta color oro Libertas posta in banda su sfondo azzurro, il tutto sovrastato da una testa di leone posta di fronte.

## Blasonatura

Gonfalone ufficiale della città di Bologna

Con decreto del 6 novembre 1937, il Capo del Governo riconobbe alla città di Bologna il diritto di fare uso dello stemma. Ha la seguente blasonatura:
Il Comune fa uso, nelle cerimonie ufficiali, del gonfalone, riconosciuto secondo quanto previsto dalla vigente normativa. Nell'uso del gonfalone si osservano le norme del D.P.C.M. 3 giugno 1986 sostituito dalla legge 5 febbraio 1998, n. 22.
Il gonfalone cittadino è decorato dalle seguenti medaglie:
- Medaglia alle Città Benemerite del Risorgimento Nazionale del 13 novembre 1898
- Medaglia d'oro al valor militare del 24 novembre 1946 per la lotta partigiana sostenuta
- Medaglia d'oro al valor civile del 13 luglio 1981 in conseguenza della strage di Bologna.[2]

## Storia
Lo stemma di Bologna è composto da tre elementi:
- la croce rossa in campo argento, arma del comune
- la scritta Libertas in oro su sfondo azzurro, arma del popolo
- la testa di leone “affrontata”

Il Presidente della Repubblica Enrico De Nicola conferisce al gonfalone di Bologna la Medaglia d'oro al valor militare

Il primo di questi ad apparire, come simbolo del Comune fu la croce rossa in campo argento (o bianco); la sua prima testimonianza documentale risale al 1259, quando compare, disegnata, in margine a una rubrica in merito al vessillo negli Statuti del Comune, la sua prima rappresentazione su uno scudo a colori è invece del 1311 su un codice degli Statuti dell'arte dei Drappieri. Secondo quanto riportato nella Historia di Bologna del Ghirardacci la sua origine leggendaria risalirebbe alla prima crociata, quando Lodovico Bianchetti il quale, rimasto in Terrasanta con il re Goffredo, affidò a Tartaro Tencarari la bandiera recante la croce rossa in campo bianco con cui si identificavano i crociati bolognesi, affinché la consegnasse al Magistrato di Bologna che la adottò come pubblica insegna della città. Un'altra tradizione leggendaria vuole che avesse origine dalla Lega Lombarda, a cui Bologna appartenne, e alla lotte sostenute contro l'impero. Entrambe queste ipotesi sono da considerare non dimostrate, stante il fatto che all'epoca della prima crociata Bologna non godeva ancora di autonomia cittadina, era dominio feudale.
È probabile che il simbolo sia nato come segno distintivo militare per distinguere le milizie bolognesi da quelle di altre terre e sia in seguito passato al comune. Successivamente, durante la lotta tra il papato e l'impero, nel la quale Bologna parteggiò per il primo, si aggiunse alla croce il così detto Capo d'Angiò. Questo simbolo contraddistingueva i sostenitori di Carlo d'Angiò e di Roberto d'Angiò, ambedue paladini della Chiesa. Inizialmente venivano accostati (in linguaggio araldico “accollati”) lo stemma del comune e quello degli Angioini in seguito quest'ultimo si ridusse al solo capo. È invece da scartare la leggenda che il capo discendesse dalla leggendaria orifiamma di Francia che il re Carlo VI di Francia avrebbe donato al comune quando nel 1389 prese quest'ultimo sotto la sua protezione. In questi anni, precisamente nel 1376 avrebbe fatto la sua comparsa il secondo degli elementi dell'arme cittadina, cioè lo scudo azzurro con la scritta in oro Libertas. Sempre secondo il Ghirardacci quando in quell'anno i bolognesi si ribellarono al Cardinale legato Guglielmo di Noellet ed aderirono alla Lega. I fiorentini inviarono alla città, insieme agli aiuti militari, uno stendardo azzurro con il motto Libertas. Anche se il fatto può essere storicamente vero si ha testimonianza di questo emblema anche su documenti precedenti, come ad esempio la copertina membranacea di un registro d'archivio del 1366; è altresì vero che esso era dal 1282 il vessillo dei priori di libertà di Firenze.

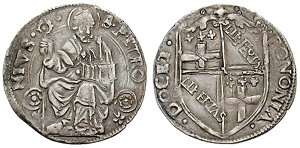
Carlino del XVI secolo riportante san Petronio e lo stemma della città

Nel 1438-1443 compare, per la prima volta, lo stemma cittadino sul grosso emesso in quegli anni. Nel corso del secolo XV i due stemmi del comune e del popolo furono accollati per poi fondersi nel secolo successivo, questo scudo si incontra per la prima volta sulle monete emesse sotto il governo di Sante Bentivoglio. In seguito le famiglie nobili che governarono la città ne modificarono il blasone inserendovi il proprio stemma ma queste modificazioni furono tutte temporanee. Il terzo elemento, la testa di leone, sostituisce la corona di cui Bologna non fece mai uso; anche qui esiste una spiegazione leggendaria ed è che essa discenda da un leone donato da Obizzo II d'Este alla città nel 1293. 

Gonfalone storico Manca il leone con lo stemma araldico al posto della punta

 In realtà esso appare per la prima volta nel secolo XVI ed è probabilmente dovuto alla lotta sopra riportata del 1376, in conseguenza di questa la città si dotò di ordinamenti democratici e il simbolo di questa rivoluzione fu il leone rampante che tiene tra le zampe una bandiera crociata. In seguito, perduto il comune la sua indipendenza, il leone si ridusse alla sola testa che fu messa a cimare lo scudo. Ottenuto con ciò lo scudo la sua forma attuale, nel 1928 il podestà Leandro Arpinati richiese di potervi inserire il fascio littorio, richiesta in seguito respinta dal Commissario del re per Consulta araldica che consentiva l'abbinamento dello stemma cittadino con quello dello stato se ne fosse ottenuta la prescritta autorizzazione. La presidenza del consiglio dei ministri comunicava in seguito, il 16 maggio 1935, di non poter dare corso alla richiesta in quanto lo stemma non era legalmente riconosciuto. Con deliberazione del 31 gennaio 1936 il commissario prefettizio Renato Pascucci ne richiedeva perciò il riconoscimento a cui la Regia Commissione Araldica per le Provincie di Romagna diede il proprio assenso in data 22 dicembre 1936; l'iter si concluse con il decreto di riconoscimento da parte del presidente del consiglio del 6 novembre 1937.